# 최준영 (음악가)
최준영(1967년 12월 24일 ~ )은 대한민국의  작곡가, 작사가, 편곡가, 음반 프로듀서, 영화음악제작자이다.

## 생애

### 음반 제작 활동
쿨- 작은 기다림, 슬퍼지려 하기 전에 등
김건모- 미안해요, 스피드, 미련, 서울의 달, 빨간 우산, My Son 등
임재범- 비상
이정현- 와, 바꿔 등
왁스- 화장을 고치고, 부탁해요 등
안다- Hypnotize, S대는 갔을텐데, Touch, Taxi, 가족같은 등
Now N New- "하나되어 " 1999년 IMF로 침체되어 있는 대한민국을 응원하기 위해 만들어진 프로젝트 그룹으로 김정민, 엄정화, 조성모, 임창정, 이승환, 이승철등 국내의 거물급 가수들 대거 참여
그 외 룰라, 코요태, 알리 등 다수 프로듀싱. 이 외에도 2800만장의 앨범을 판매하며 대한민국 최고의 베스트 셀러 기록을 보유함.

### 드라마 제작 및 투자
사임당, 빛의 일기 (2017) - 이영애, 송승헌 주연
떼루아 (2008)- 김주혁, 한혜진 주연

### 영화 제작 및 투자
식객 1 (2007)- 김강우, 이하나 주연
미인도 (2008)- 김남길, 김규리 주연
식객 2 (2009)- 김정은, 진구 주연
가비 (2012)- 주진모, 김소연 주연
간통을 기다리는 남자 (2012)- 박희순, 박시연 주연
그 외 다수

### 수상내역
2002, 한국 최고인기연예대상 작사상
2002, KBS 가요대상 작사상
2001, 서울가요대상 최고 프로듀서상
2001, SBS 가요대전 올해의 작곡가상
2000, 서울가요대상 최고 프로듀서상
1999, 서울가요대상 최고 프로듀서상
1998, 서울가요대상 최고 프로듀서상
1996, 서울가요대상 최고 프로듀서상

## 소속
- 前 J-Entercom 대표
- 前 예당 엔터테인먼트 부사장
- 前 이룸영화사 대표
- 前 트로피엔터테인먼트 대표
- 현 엠퍼러 엔터테인먼트 코리아 대표